# 섬어두지
섬어두지는 전라남도 완도군 약산면에 있는 섬이다. '어두도'라고도 한다. 특정도서로 지정하여 관리되고 있다.
완도군 고금도를 통해 장흥, 강진과 연륙교로 연결된 조약도의 동북쪽 끝에 인접하여 위치한 무인도서로 북서쪽에 콘크리트 접안시설이 설치되어 있으며, 동북쪽에 등대가 위치하고 있다. 주변에 가두리 양식장을 비롯한 양식시설이 다수 설치되어 있다.
섬두어지는 V자 형태를 띠고 있는 소규모 섬으로, 폭은 400m, 길이는 600여 m이다. 섬 중앙부에 해발고도 50m 정도의 정상을 지니고 있으며 북측 해안사면을 제외한 나머지 해안은 급경사의 사면으로 이루어져 있다. 북측 해안을 따라 좁고 긴 몽돌 해빈이 형성되어 있고, 동쪽 해안에 형성된 소규모 만에 작은 자갈 해빈 또는 포켓형 해빈이 형성되어 있다. 해안 부근 암석 표면에는 벌집형 타포니 구조가 형성된 곳이 있다.

## 특정도서
섬어두지는 특정식물 및 상록수종이 다양하고, 해안 무척추 동물이 풍부하며, 파식대와 용식공이 발달하여 독도 등 도서지역의 생태계보전에 관한 특별법에 의거 특정도서로 지정되었다.
- 지정번호 : 제59호
- 면적 : 114,147m2
- 지번 : 전라남도 완도군 약산면 해동리 산1-1, 산1-2, 산1-3, 산1-4, 산1-5